# گروه ممفیس

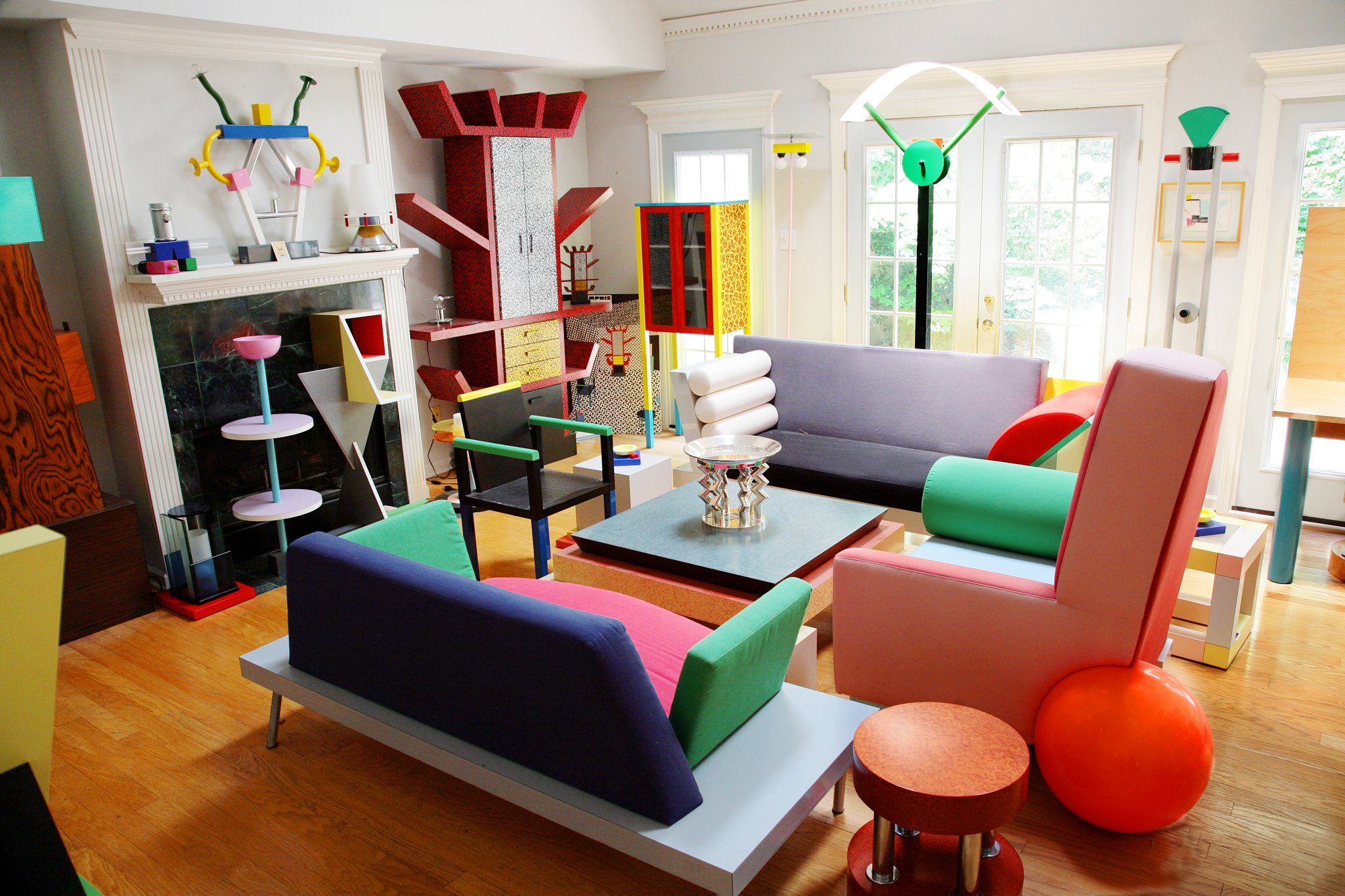
مجموعه‌ای از اشیاء طراحی شده توسط گروه ممفیس

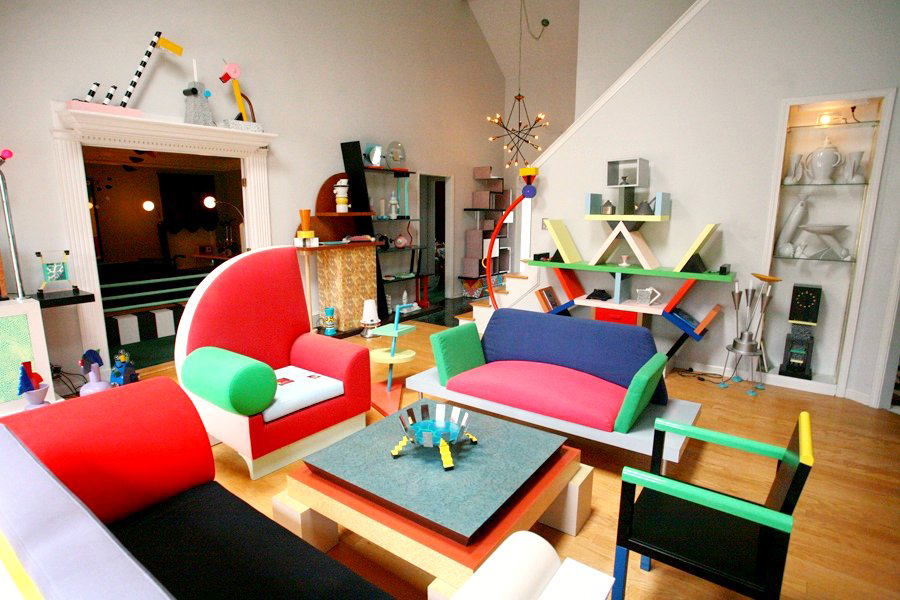
مبلمان گروه ممفیس در یک فضای اتاق نشیمن

گروه ممفیس (به انگلیسی: Memphis Group) که با نام ممفیس میلانو نیز شناخته می‌شود، یک گروه طراحی و معماری ایتالیایی بود که توسط اتوره سوتساس تأسیس شد. این گروه از سال ۱۹۸۰ تا ۱۹۸۷ میلادی فعال بود. این گروه مبلمان، محصولات نورپردازی، پارچه، فرش، سرامیک، شیشه و اشیاء فلزی پست‌مدرنیسم را طراحی کرد.
کار گروه ممفیس اغلب شامل استفاده از موادی چون لمینت پلاستیکی و موزائیک بود و با طرح‌های زودگذر حاوی تزئینات رنگارنگ و انتزاعی و همچنین اشکال نامتقارن، مشخص می‌شد که گاهی اوقات به‌ گونه‌ای خودسرانه به سبک‌ها و طرح‌های عجیب و غریب یا پیشین اشاره می‌کرد.

## زمینه
ممفیس در غروب ۱۱ دسامبر ۱۹۸۰ میلادی به دنیا آمد، زمانی که سوتساس از گروهی از طراحان و معماران جوان دعوت کرد تا در مورد آیندهٔ طراحی بحث کنند. آن‌ها با هم می‌خواستند مفهوم چیزی را که طراحی روی آن متمرکز شده بود، یعنی مدرنیسم تغییر دهند، و هدفشان این بود که این کار را با ایجاد و تشکیل یک مجموعهٔ طراحی جدید انجام دهند. پس از ملاقات اولیه، گروه رفتند تا ایده‌ها و مفهوم‌های مختلف را طوفان فکری کنند، و سه ماه بعد، آمادهٔ به اشتراک گذاشتن بیش از صد طرح که در آن زمان تولید کرده بودند، گرد هم آمدند.
الهام‌بخش نامگذاری خود به نام «ممفیس» در اولین ملاقات آن‌ها زمانی به وجود آمد که ترانهٔ باب دیلن به نام «دوباره درونِ موبیل با بلوزِ ممفیس گیر افتادم» به‌ طور مکرر در پس‌زمینه پخش می‌شد. برای سوتساس، نام «ممفیس» نشان‌دهندهٔ دو چیز است: شهری در تنسی و پایتخت مصر باستان (یکی به عنوان زادگاه موسیقی جَز و دیگری پایتخت تمدن و هنر فاخر گذشته). سپس گروه طراحان پیش رفتند و از ابهام پشت نام «ممفیس» برای بازنمایی و نمادی از فلسفه‌های طراحی مبهم خود در مبلمان، اشیاء و منسوجات استفاده کردند. به‌طور خاص دربارهٔ شخص سوتساس، او علاقهٔ زیادی به ذائقهٔ طبقهٔ متوسط، سنت‌های جهان سوم و شرق، و طبیعت بکر نشان می‌داد.
سوتساس در سال ۱۹۸۵ میلادی گروه را ترک کرد تا بر شرکت طراحی و معماری خود، سوتساس آسوچاتی (انجمن سوتساس) تمرکز کند.
این گروه در سال ۱۹۸۷ میلادی منحل شد زیرا اعضای آن پس از محو شدن هیاهوی جنبش جدیدشان، حفظ موفقیت تجاری خود را دشوار می‌دیدند.

## تأثیر

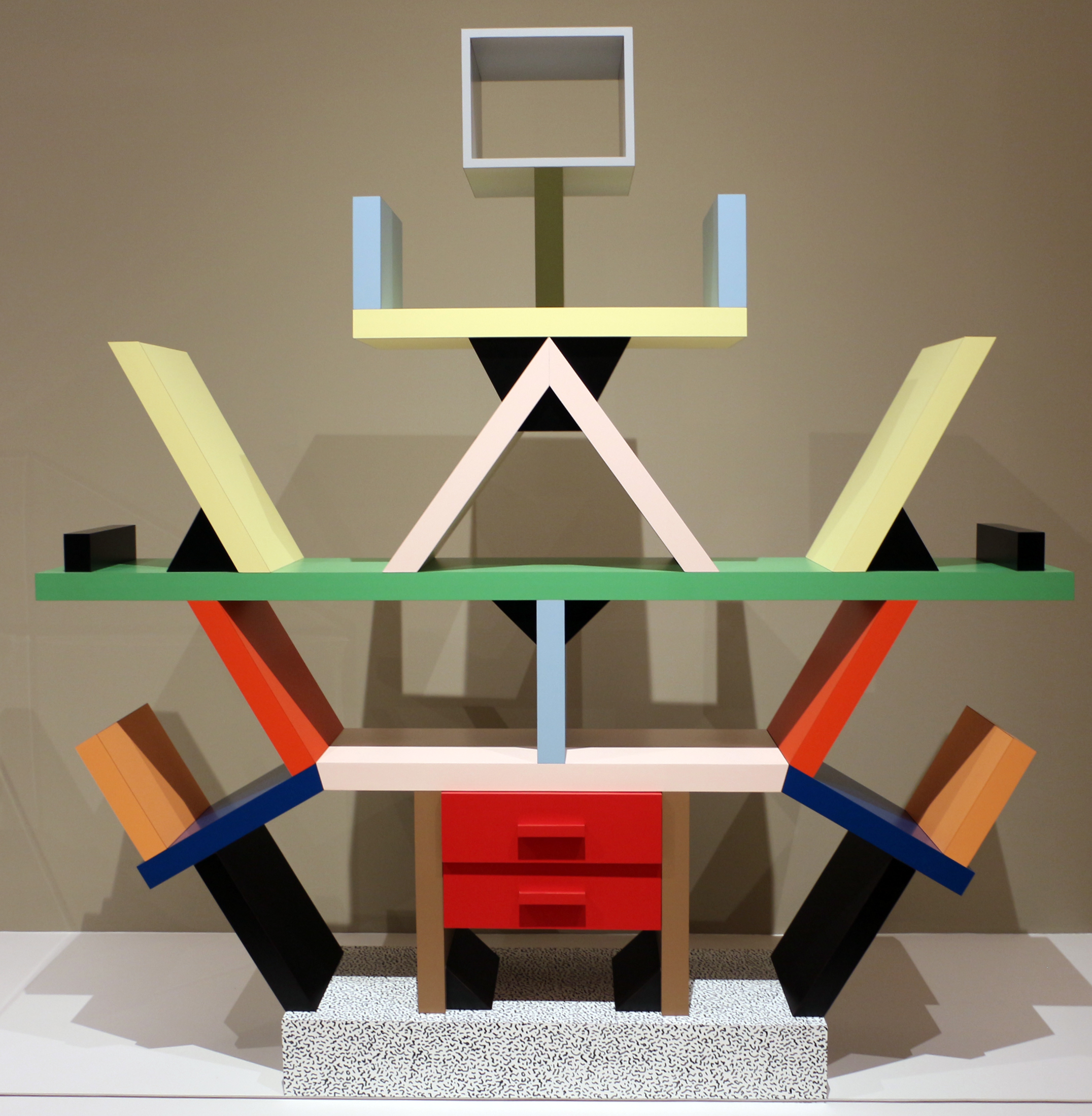
تقسیم‌کنندهٔ اتاق «کارلتون»، طراحی توسط: اتوره سوتساس برای ممفیس، ۱۹۸۱ میلادی

مبلمان رنگارنگ ممفیس به عنوان «عجیب»، «سوءتفاهم»، «منفور» و «عروسی تفنگ ساچمه‌زنی میان باوهاوس و فیشر-پرایس» توصیف شده‌ است.
در طول سال‌های فعالیت خود، این گروه مجموعه ای از مبلمان ناسازگار را طراحی کرد. یکی از محبوب‌ترین و شناخته‌شده‌ترین طرح‌های آن‌ها، تقسیم‌کنندهٔ اتاق «کارلتون» است، یک دیرک توتمیک که دارای انواع رنگ‌های روشن، اشکال جامد و فضای خالی است. خود ساختار با استفاده از ورقه‌های پلاستیکی ارزان ساخته شده‌ است، اگر چه برای فروش توسط یک بازار لوکس طراحی شده‌ است، و شامل یک سری مثلث متساوی الاضلاع، واقعی و ضمنی است.
طراحی مبلمان، معماری، وسایل خانگی و لباس در سال ۱۹۸۰ میلادی به شدت تحت تأثیر طراحی ممفیس قرار گرفت. شرکت‌های موج‌سواری، اسکیت‌برد، اسکی و بی‌ام‌اکس به سرعت زیبایی‌شناسی را در طراحی‌های خود به کار گرفتند. برنامه‌های تلویزیونی مانند میامی وایس نمونه‌های معماری بسیاری را به نمایش گذاشت. طرح‌های ممفیس به عنوان الهام‌بخش برای نمایش مُد پاییز/زمستان ۲۰۱۲–۲۰۱۱ میلادی مجموعهٔ اوت کوتور کریستیان دیور، و برای زمستان ۲۰۱۵ میلادی مجموعهٔ میسونی،
کلکسیونرهای برجستهٔ طراحی ممفیس شامل کارل لاگرفلدِ طراح مد و دیوید بوییِ موسیقیدان بودند. پس از مرگ بویی در سال ۲۰۱۶ میلادی، مجموعهٔ او در حراجی ساتبیز به مبلغ ۱٬۳۸۷٬۰۰۰ پوند به حراج گذاشته شد.
سبک تصویرسازی «مسطح، هندسی، فیگوراتیو» «معمولاً از رنگ‌های یکدست ساخته می‌شود»، که در اواخر دههٔ ۲۰۱۰ میلادی به ویژه در شرکت‌های نوپا محبوبیت داشت، به دلیل شباهت آن به طرح‌های ممفیس توسط مجلهٔ وایرد «ممفیس شرکتی» لقب گرفت.

## طراحان
اتوره سوتساس به عنوان بنیانگذار گروه، رهبر گروه ممفیس شد و اکنون یکی از شناخته‌شده‌ترین طراحان ایتالیایی پس از جنگ است.
مارتین بدین، طراح فرانسوی، نیز یکی از اعضای ممفیس بود. او برای اولین بار زمانی که در دههٔ بیست زندگی خود بود به این گروه ملحق شد و مسئول نظارت بر تمامی چراغ‌های تولیدی ممفیس بود. پدرش مهندس بود و او نیز پیوسته «با چیزهای ممنوعه بازی می‌کرد» که همهٔ این موارد به تعیین موقعیت او کمک کردند. بدین ترتیب در طی مدت فعالیت خود در ممفیس، ایده‌های متعددی را طراحی و ارائه کرد. طرح او از سوپر چراغ قرار داده شده روی چرخ‌ها، که برای اولین بار در سال ۱۹۷۸ طراحی شد، ظاهراً همراه با گروهی از اشیاء دیگر، اقلام «دوست-مانند» را بازنمایی می‌کردند. چراغ بدین بعداً در یک کارگاه صنایع دستی تولید شد، جایی که تمام محصولات ممفیس در آنجا تولید می‌شدند، و اولین نمونهٔ اولیه او اکنون در موزهٔ ویکتوریا و آلبرت، در لندن، انگلستان نمایش داده می‌شود.
پیتر شایر، مجسمه‌ساز، طراح و سفالگر اصالتاً اهل کالیفرنیا، یکی دیگر از چهره‌هایی بود که گروه ممفیس را تشکیل داد. او اولین بار به لطف مرطوب: مجله حمام‌کردن لذیذ، یک نشریهٔ سبک زندگی در سواحل غربی که شریک سوتاساس در مواردی در آن مشارکت می‌کرد، کشف شد. در یکی از مقاله‌های مربوط به قوری‌های شایر در سال ۱۹۷۷ میلادی، او بیان می‌کند: «من زیاد اهل چای خوردن نیستم [...] در واقع اولین انگیزهٔ من این است که کوکاکولا را در قوری‌ها بریزم. من یک مصرف‌کنندهٔ بزرگ کوکاکولا هستم و دوست دارم کوکاکولا را ببینم که از قوری‌ها بیرون می‌ریزد و روی زمین کف می‌کند.» رویکرد و نگرش منحصر به فرد او بعداً جایگاهی را برای او به عنوان عضوی از ممفیس فراهم کرد.
پس از انحلال ممفیس در سال ۱۹۸۷ میلادی، اعضاء راه خود را ادامه دادند. برخی مانند ناتالی دو پاسکیه متولد فرانسه، یکی از اعضای سابق گروه؛ در سال‌های اخیر با برندها و شرکت‌های مختلف همکاری کردند. در سال ۲۰۱۳ میلادی، او و شرکت دانمارکی هِی با هم همکاری کردند و کیف‌های طرح‌دار ممفیس‌وار را طراحی و ساخت. او بعداً همچنین با آمریکن اپارل، یک شرکت مُد کانادایی که به کالیفرنیا نقل مکان کرد، همکاری کرد، جایی که او یکی از مجموعه‌های آن‌ها را طراحی کرد.
طرح‌های گروه ممفیس به عنوان الهام‌بخش بسیاری از شرکت‌های مُد دیگر مانند دیور و میسونی عمل کرده‌ است، که هر دو برای طراحی مجموعه‌های مُد بر اساس آثار اصلی ممفیس الهام گرفتند.
ممفیس شامل همکاران بسیاری از معماران و طراحان بین‌المللی بود.
اعضای قابل توجه عبارتند از:
- اتوره سوتساس
- مارتین بدین
- آندره‌آ برانزی
- آلدو چیبیچ
- میکله د لوکی
- ناتالی دو پاسکیه
- مایکل گریوز
- ماسیمو یوسا گینی
- شیرو کوراماتا
- خاویر ماریسکال
- الساندرو مندینی
- پیتر شایر
- جورج سودن
- جرارد تیلور
- ماتئو تون
- ماسانوری اومدا
- مارکو زانینی
- مارکو زانوسو

## یادداشت
1. ↑  ترانهٔ "Stuck Inside of Mobile with the Memphis Blues Again" به معنی: «دوباره درونِ موبیل با بلوزِ ممفیس گیر افتادم»، اما دربارهٔ مفهوم آن بایستی متذکر شد که موبیل نام یک شهر ساحلی در آلابامای ایالت متحدهٔ آمریکا است. آنچه دربارهٔ آن مهم است این است که موبیل، مکان چهارراه رودخانه‌ای است [تقاطعی برای گزیدن و راهی شدن]؛ و از سوی دیگر ممفیسِ آلاباما با نام هنرمند نیمه‌اسطوره‌ای "راک اِن رول" (Rock n Roll)، الویس پریسلی (Elvis Presley) پیوند خورده‌ است. همین‌طور این شهر زادگاه سبک موسیقی بلوزِ ممفیس (Memphis Blues) نیز هست. به عبارتی باب دیلن در آن مقطع زمانی در تقاطع زندگی خود بود، لذا در دومین آلبوم کامل الکتریکی خود، هنرمند سابقِ فولکلور به عشق اول خود بازگشته بود: "راک اِن رول". شاید این همذات‌پنداری فلسفی سوتساس با این ترانه، در انتخاب نام ممفیس برای گروه مؤثر بوده‌ است.